# Djovkar Doudaev
Djovkar Roustamovitc Doudaev (10 november 2003) is een Belgisch voetballer die onder contract ligt bij RWDM.

## Carrière
Doudaev begon zijn jeugdopleiding bij KSC Lokeren. Na het faillissement van de club in 2020 speelde hij een jaar bij KMSK Deinze, alvorens in 2021 de overstap te maken naar RWDM. In juli 2022 leende de club hem, samen met Yanice Abbou en Jeremie Manzangala Singa, voor een seizoen uit aan partnerclub SK Pepingen-Halle in de Tweede afdeling. Daar speelde Doudaev naast 23 competitiewedstrijd ook een bekerwedstrijd tegen RAEC Mons. Op het einde van het seizoen degradeerde Pepingen-Halle naar de Derde afdeling.
Doudaev bereidde het seizoen 2023/24 voor met de A-kern van RWDM. Op 1 november 2023 maakte hij zijn officiële debuut in het eerste elftal van de club: in de bekerwedstrijd tegen Olympic Club Charleroi (1-0-winst) liet trainer Cláudio Caçapa hem in de 88e minuut invallen voor Xavier Mercier. Een maand later, op 2 december, vierde hij ook zijn debuut in de Jupiler Pro League: in het 0-0-gelijkspel tegen Sporting Charleroi kreeg hij opnieuw een paar minuten. Kort ervoor had Doudaev zijn eerste profcontract bij RWDM ondertekend.

## Clubstatistieken
| Seizoen         | Club                | Land            | Competitie      | Competitie | Competitie | Beker | Beker | Supercup | Supercup | Europees | Europees | Totaal | Totaal |
| Seizoen         | Club                | Land            | Competitie      | Wed.       | Dlp.       | Wed.  | Dlp.  | Wed.     | Dlp.     | Wed.     | Dlp.     | Wed.   | Dlp.   |
| --------------- | ------------------- | --------------- | --------------- | ---------- | ---------- | ----- | ----- | -------- | -------- | -------- | -------- | ------ | ------ |
| 2022/23         | RWDM                | Vlag van België | Eerste klasse B | 0          | 0          | 0     | 0     | —        | —        | —        | —        | 0      | 0      |
| 2022/23         | → SK Pepingen-Halle | Vlag van België | Tweede afdeling | 23         | 1          | 1     | 0     | —        | —        | —        | —        | 24     | 1      |
| 2023/24         | RWDM                | Vlag van België | Eerste klasse A | 2          | 0          | 1     | 0     | —        | —        | —        | —        | 3      | 0      |
| Carrière totaal | Carrière totaal     | Carrière totaal | Carrière totaal | 25         | 1          | 2     | 0     | 0        | 0        | 0        | 0        | 27     | 1      |

Bijgewerkt op 12 december 2023.
1 Lathouwers ·
3 Halilou ·
4 Doudaev ·
5 De Sart ·
6 Halifa ·
7 Montes ·
8 Abe ·
9 Parzyszek ·
10 Robail ·
11 Ziani ·
15 Laâziri ·
17 Barry ·
20 Poku ·
21 Marsoni ·
22 Soelle Soelle ·
23 Del Piage ·
26 Kestens ·
28 Hubert ·
29 Maurer ·
30 Baghli ·
31 Dodeigne ·
43 Sousa ·
49 Sapata ·
51 Preijs ·
53 Messad-Kouchiche ·
60 Awudu ·
70 Nkurunziza ·
77 Biron ·
83 Lemmens ·
84 El Arouch ·
99 Benjdida ·
Coach: Ferrera
· Assistent-coach: Baherlé
· Assistent-coach: De Camargo